# Vitale di Vaste
Vitale o Vitalio (Vaste, ... – Vaste, ...; fl. III secolo) è stato un prefetto romano, venerato come santo, dalla Chiesa cattolica e dalla Chiesa ortodossa.

## Agiografia
Vitale , padre dei martiri Alfio, Filadelfo e Cirino, fu prefetto della città di Vaste durante l’Impero Romano, noto per il suo impegno nell’amministrazione e nella giustizia. Dopo la sua conversione al cristianesimo, trasformò la propria casa in un luogo di formazione religiosa per i figli e per altri giovani della comunità. Nella sua abitazione si tenevano incontri di preghiera e istruzione, guidati da Onesimo, sacerdote e filosofo cristiano, che dirigeva un cenacolo cristiano.
Durante una ripresa delle persecuzioni contro i cristiani, l’impero inviò a Vaste il proconsole Nigellione, con l’incarico di applicare le nuove direttive contro la comunità cristiana locale. Nigellione ordinò l’arresto di Onesimo, dei figli di Vitale (Alfio, Filadelfo e Cirino), del nipote Erasmo e di altri tredici discepoli. Circa il destino finale di Vitale, alcuni racconti riportano che, dopo l’arresto dei familiari, egli si ritirò a vita privata, mentre altri lo indicano come martire, denunciatosi volontariamente dopo la morte della moglie.